# Fakultní nemocnice Plzeň
Fakultní nemocnice Plzeň je zdravotnické zařízení pro základní, specializovanou i superspecializovanou medicínskou péči pro pacienty zejména v Plzeňském kraji. Ve spolupráci s Lékařskou fakultou Univerzity Karlovy v Plzni a Fakultou zdravotnických studií Západočeské univerzity v Plzni se významně podílí na vzdělávání zdravotnických odborníků, jako jsou zdravotní sestry nebo lékaři. 
Zahrnuje dva rozsáhlé, od sebe několik kilometrů vzdálené areály v Plzni na Borech a na Lochotíně. Poskytuje lůžkovou i ambulantní péči hlavně pro Plzeňský a Karlovarský kraj na základní i specializované úrovni. Péči na tzv. superspecializované úrovni poskytuje v některých případech i pro další části České republiky.

## Současnost
V současnosti disponuje zhruba 1800 lůžky a zaměstnává přes 4 tisíce lidí. Ročně zajišťuje asi 55 tisíc hospitalizací a více než 800 tisíc ambulantních vyšetření. Mezi speciální oblasti medicíny, kde FN Plzeň poskytuje tzv. superspecializovanou lékařskou péči, patří například oblasti umělého oplodnění, operace jater, prostaty a ledvinových nádorů nebo transplantace kostní dřeně. Na jaře 2011 byl v areálu na Lochotíně uveden do provozu nový pavilon Onkologického centra. 
Dne 9. října 2019 byl otevřen zrekonstruovaný moderní urgentní příjem. Otevření se zúčastnil předseda vlády Andrej Babiš a ministr zdravotnictví Adam Vojtěch a ministryně pro místní rozvoj Klára Dostálová. Rekonstrukce vyšla zhruba na 100 milionů korun.
Dne 12. října 2018 byla zahájena výstavba nového psychiatrického pavilonu, který má nabídnout nové komfortní prostředí pro personál i pacienty.
V plánu byla též výstavba nového pavilonu chirurgických oborů. Podle představ z roku 2015 měl být hotový v roce 2020. Jeho výstavba však nezačala.

## Historie

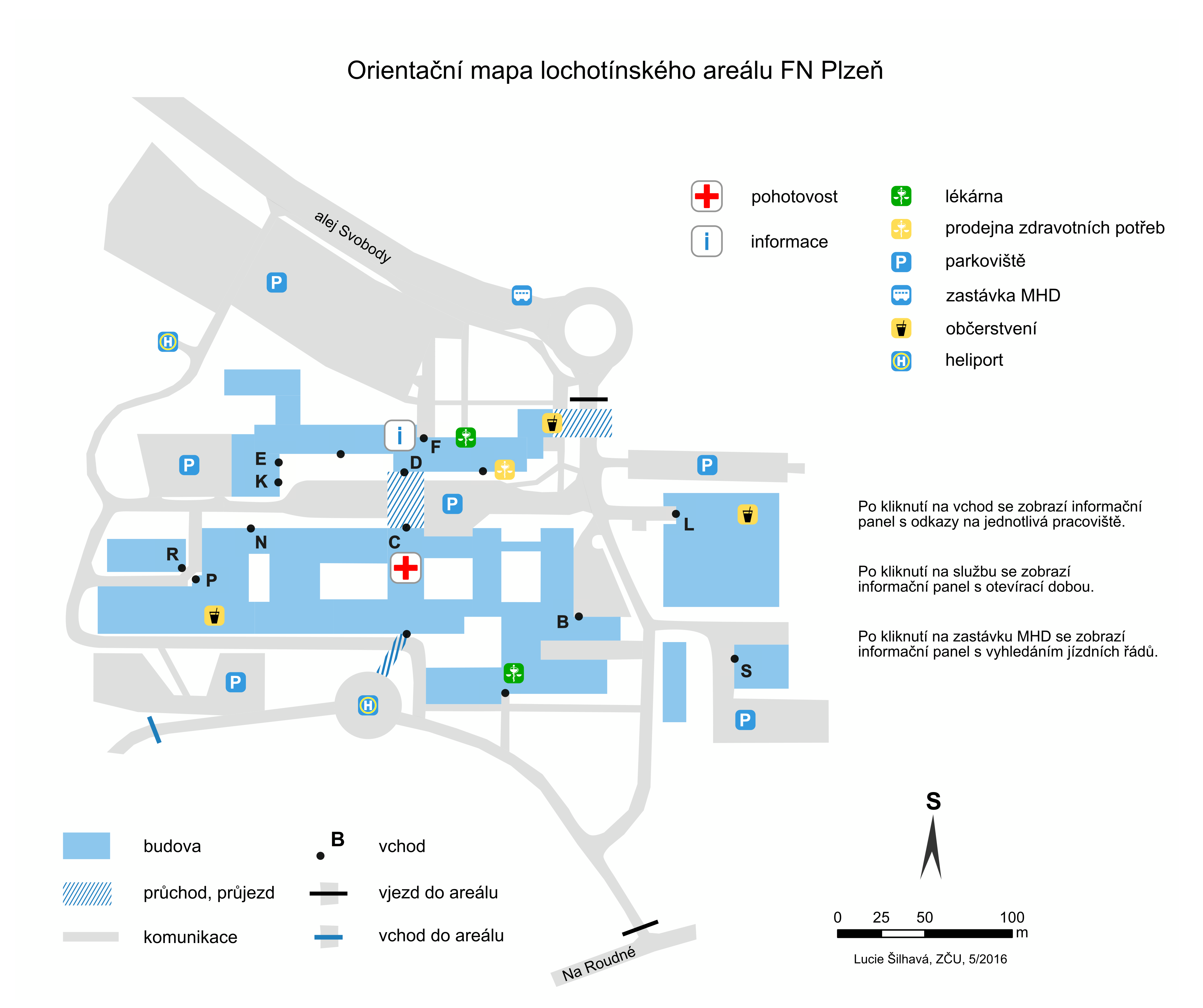

Od přelomu 19. a 20. století byla postupně v několika etapách budována Městská všeobecná veřejná nemocnice císaře a krále Františka Josefa I. a některé její budovy slouží v areálu FN Plzeň na Borech dodnes. V roce 1952 byla Městská všeobecná veřejná nemocnice přejmenována na Fakultní nemocnici KÚNZ (Krajského ústavu národního zdraví). V dubnu roku 1979 bylo zahájeno budování nového areálu na Lochotíně, jehož výstavba v několika etapách pokračuje dodnes.